# Carabus melancholicus
Carabus (Ctenocarabus) melancholicus – gatunek chrząszcza z rodziny biegaczowatych i podrodziny Carabinae.

## Taksonomia
Gatunek został opisany w 1798 roku przez Johana Christiana Fabriciusa. Klasyfikowany jest obecnie w podrodzaju Ctenocarabus, a wcześniej był w podrodzaju Rhabdotocarabus.

## Opis
Poczwarka: Żuwaczki nieco zakrzywione po wewnętrznej stronie. Labrum prawie pięciokątne. Przedplecze całkowicie łyse. Na segmentach od II do VI odwłoka obecne dwupłatkowane wyrostki urotergalne, przy czym przedni ich płatek jest mniejszy niż tylny.

## Rozprzestrzenienie
Gatunek palearktyczny. Występuje w Portugalii, Hiszpanii, południowo-zachodniej Francji i północnym Maroku.

## Systematyka
Wyróżnia się trzy podgatunki tego biegacza:
- Carabus melancholicus costatus Germar, 1824
- Carabus melancholicus melancholicus Fabricius, 1798
- Carabus melancholicus submeridionalis Breuning, 1975